# Haplogrup R1a del cromosoma Y
R1a és un haplogrup del cromosoma Y definit pels marcadors M420, M449, M511 i M513; descendeix de l'haplogrup R i el seu subclade principal i predominant és M17. R1a1a (M17) té gran difusió, es troba en una regió que va d'Escandinàvia fins a l'Índia; i presenta dos màxims en cada extrem d'aquesta àrea: un a Europa oriental, on se'n troben densitats de més del 50% entre els sòrabs, polonesos, belarussos, russos, i ucraïnesos, i un altre màxim a la regió del Pamir, que es troba entre els límits de l'Àsia Central i Àsia meridional en poblacions com les castes hindús brahmànica i kxatriya o els tadjics. També se'n troben freqüències significatives en altres zones de l'Àsia central, i arriben fins a Sibèria i, a Escandinàvia, des d'on alguns portadors, possiblement vikings, l'estengueren a Gran Bretanya. Es creu que la dispersió d'aquest haplogrup està relacionat amb l'expansió de les llengües indoeuropees (les quals són parlades per gairebé la meitat de la població mundial), però especialment per l'expansió de les llengües eslaves i indoiranianes.

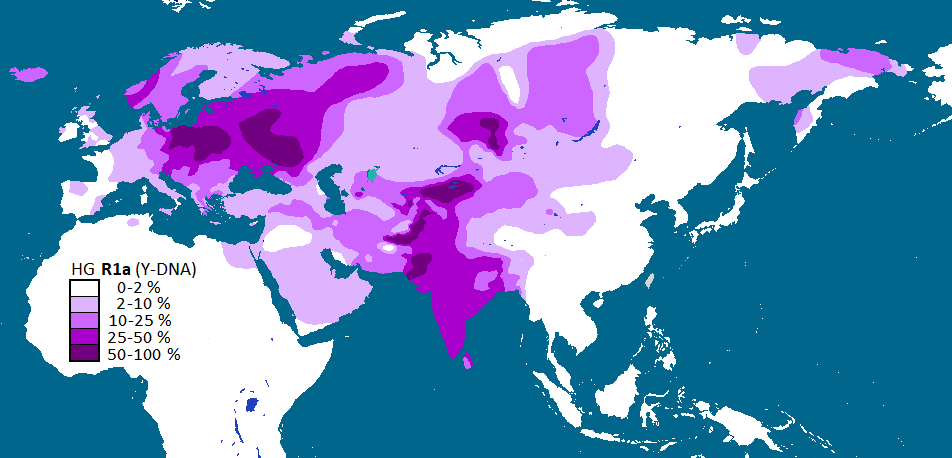
Distribució i freqüència global de l'haplogrup R1a (M420) en poblacions natives.

## Origen
Hi ha diverses teories sobre l'origen de l'haplogrup R1a i se solen relacionar amb les migracions indoeuropees. Aquestes teories, però, semblen referir-se en realitat a R1a1a, ja que la presència de la mutació M17 és la més comuna en la població i està àmpliament documentada. Segons diverses teories, R1a (M420 o M17) té un origen en l'Àsia Occidental, Europa Oriental o el sud d'Àsia.
Kivisild et al. (2003) sosté la teoria de l'origen a Àsia Occidental a causa de la creença que allí s'originaren les invasions indoàries a l'Índia. D'altra banda Semino et al. (2000) proposa l'origen en l'Orient Pròxim si prenem en compte la idea que ací s'haurien originat les llengües indoeuropees. Una evidència a favor de l'origen de R1a (M420) a l'Orient Pròxim rau que en aquesta regió trobem la major diversitat, ja que s'hi pot observar presència dels clades més antics com R1a* i R1a1*; en canvi, R1a1a (M17) té la seua major diversitat a Europa Oriental.

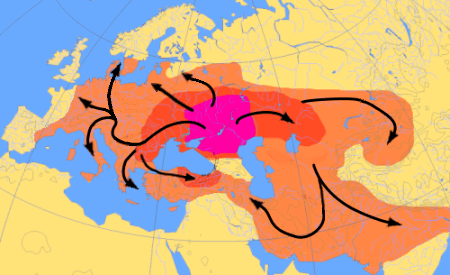
Mapa de les expansions indoeuropees d'acord amb la hipòtesi dels kurgans (des del 4000 ae en violeta, 2500 ae en roig i 1000 ae en taronja)

Segons la teoria de l'origen a Europa oriental, S. Wells, director del Projecte Genogràfic de la National Geographic, sosté que R1a sorgí fa 10.000 a 15.000 anys a Ucraïna o al sud de la Rússia europea; aquesta regió anomenada "refugi d'Ucraïna" serví de protecció durant l'última gran glacera. O bé sorgiria una mica més a l'est en l'estepa ponticocaspiana. En tot cas seria resultat de les migracions plantejades per la hipòtesi dels kurgans, que sosté que hi ha una relació entre l'expansió de les llengües indoeuropees i el desenvolupament de la cultura dels kurgans. Aquesta teoria es veu reforçada per la major freqüència de l'haplogrup (50% a Ucraïna i sud de Rússia, Wells 2001) i per l'alta diversitat a la zona, a més de l'inici de la domesticació del cavall, important vehicle d'expansió cultural, duta a terme fa més de 5.000 anys pels kurgans d'Ucraïna.
La teoria de l'origen de R1a al sud d'Àsia del genetista Stephen Oppenheimer de la Universitat d'Oxford, fixa l'origen d'aquest haplogrup al sud d'Àsia fa uns 36.000 anys, des d'on s'hauria estés. Es basa en la diversitat de R1a a Pakistan, nord de l'Índia i est de l'Iran.

## Distribució
Aquesta distribució correspon sobretot al subclade R1a1a (M17), donada la seua preponderància.

### Europa
- Europa Oriental: és majoritari a Europa de l'Est, especialment entre els eslaus del nord, doncs la freqüència més alta està entre els sòrabs (est d'Alemanya) amb un 63,4% (Behar et al., 2003), i també és predominant en polonesos amb 56% (Semino et al., 2000), ucraïnesos: 54% (Semino et al., 2000), russos ètnics: 50%, (Pericic et al., 2005, Balanovsky et al., 2008) particularment a Bélgorod: 59%, Tver: 58% i Kursk: 52%. També és freqüent en belarussos en un 51%, (Pericic et al., 2005, Behar et al., 2003) a Hongria amb 20 al 60%, Letònia: 41%, Udmúrtia: 37%, Pomor: 36%, Macedònia del Nord: 35%, Lituània: 34%, Croàcia: 29%, txecs/eslovacs: 27% i menors freqüències als Balcans. Al Caucas la major freqüència es dona a Abjàsia, amb 33%.[9]

- Europa Occidental: es troba a Noruega amb 25%, Islàndia: 24%, Suècia: 18%, Dinamarca: 17% i menors freqüències a Gran Bretanya, Alemanya i resta d'Europa. La presència més alta a la península Ibèrica es troba entre els pasiegos, comunitat ètnica prou aïllada on arriba a un 65%, 47% R-M173, i 18% R-SRY10831; això es podria explicar com a resultat de les onades de tribus del nord que envaïren des de temps prehistòrics la península Ibèrica pels Pirineus.[10]

### Àsia
- Regió del Pamir: les majors freqüències se'n donen en una regió al límit entre Àsia central i Meridional. El trobem en altes freqüències en els tadjics (64%), arriba al 68% a la regió d'Ishkashim (Wells et al., 2001), en kirguisos: 63% (Wells et al., 2001), en els intocables del nord de l'Índia: 60% i a Uzbekistan 47% a Taixkent, i 25% a Samarcanda.

- Àsia del Sud: en altres zones d'Àsia meridional en trobem freqüències importants a l'Índia amb 35%, sobretot el trobem entre les castes altes hindús, especialment entre bramans de Caixmir (72%) (Sharma et al., 2007); els brahmans de Bengala Occidental (72%) o els khatri del Panjab (67%);[11] en els paixtus de l'Afganistan 70%, parlants de Saurashtra (a Madurai-Índia) 39%, balutxis 70%, buruixaskis: 28%. En general a l'Índia n'hi ha freqüències del 3-27%, al Pakistan 16-37% i a l'Iran 4-20%.

- Sibèria: presència en diverses ètnies sobretot cap a l'oest; la freqüència més alta, però, n'és en els altaics del Sud amb 53% (Kharkov et al., 2007).

- Àsia Oriental: A la Xina se'n troba més a la zona occidental, especialment en els uigurs amb 29%, dongxiang 28% i bonan 26%.

- Orient Mitjà: és present en tot l'Àsia Occidental en baixes freqüències però amb gran diversitat. D'allí s'hauria expandit al nord d'Àfrica.[4]

## Filogènia
Els principals subclades se'n relacionen així:
|      | L664: a Europa Nord-occidental                                                                                                   |
|      | |
| S224 | \| \| Z283: Europa Oriental (baltoeslaus) i Escandinàvia \| \| \| \| \| \| Z93: D'Europa Oriental a gran part d'Àsia \| \| \| \| |
|      | \| \| Z283: Europa Oriental (baltoeslaus) i Escandinàvia \| \| \| \| \| \| Z93: D'Europa Oriental a gran part d'Àsia \| \| \| \| |
|      | Z283: Europa Oriental (baltoeslaus) i Escandinàvia                                                                               |
|      | |
|      | Z93: D'Europa Oriental a gran part d'Àsia                                                                                        |
|      | |

|  | Z283: Europa Oriental (baltoeslaus) i Escandinàvia |
|  |                                                    |
|  | Z93: D'Europa Oriental a gran part d'Àsia          |
|  |                                                    |

|      | L664: a Europa Nord-occidental                                                                                                   |
|      | |
| S224 | \| \| Z283: Europa Oriental (baltoeslaus) i Escandinàvia \| \| \| \| \| \| Z93: D'Europa Oriental a gran part d'Àsia \| \| \| \| |
|      | \| \| Z283: Europa Oriental (baltoeslaus) i Escandinàvia \| \| \| \| \| \| Z93: D'Europa Oriental a gran part d'Àsia \| \| \| \| |
|      | Z283: Europa Oriental (baltoeslaus) i Escandinàvia                                                                               |
|      | |
|      | Z93: D'Europa Oriental a gran part d'Àsia                                                                                        |
|      | |

|  | Z283: Europa Oriental (baltoeslaus) i Escandinàvia |
|  |                                                    |
|  | Z93: D'Europa Oriental a gran part d'Àsia          |
|  |                                                    |

|      | L664: a Europa Nord-occidental                                                                                                   |
|      | |
| S224 | \| \| Z283: Europa Oriental (baltoeslaus) i Escandinàvia \| \| \| \| \| \| Z93: D'Europa Oriental a gran part d'Àsia \| \| \| \| |
|      | \| \| Z283: Europa Oriental (baltoeslaus) i Escandinàvia \| \| \| \| \| \| Z93: D'Europa Oriental a gran part d'Àsia \| \| \| \| |
|      | Z283: Europa Oriental (baltoeslaus) i Escandinàvia                                                                               |
|      | |
|      | Z93: D'Europa Oriental a gran part d'Àsia                                                                                        |
|      | |

|  | Z283: Europa Oriental (baltoeslaus) i Escandinàvia |
|  |                                                    |
|  | Z93: D'Europa Oriental a gran part d'Àsia          |
|  |                                                    |

|      | L664: a Europa Nord-occidental                                                                                                   |
|      | |
| S224 | \| \| Z283: Europa Oriental (baltoeslaus) i Escandinàvia \| \| \| \| \| \| Z93: D'Europa Oriental a gran part d'Àsia \| \| \| \| |
|      | \| \| Z283: Europa Oriental (baltoeslaus) i Escandinàvia \| \| \| \| \| \| Z93: D'Europa Oriental a gran part d'Àsia \| \| \| \| |
|      | Z283: Europa Oriental (baltoeslaus) i Escandinàvia                                                                               |
|      | |
|      | Z93: D'Europa Oriental a gran part d'Àsia                                                                                        |
|      | |

|  | Z283: Europa Oriental (baltoeslaus) i Escandinàvia |
|  |                                                    |
|  | Z93: D'Europa Oriental a gran part d'Àsia          |
|  |                                                    |

### Distribució per subclades
Els subgrups R1a presenten aquesta distribució:

R1a: presenta les mutacions M420, M449, M511 i M513.
- R1a* Poc a l'Orient Pròxim: petites freqüències a l'Iran, Turquia, Emirats Àrabs, Oman i al Caucas.[4]
- R1a1 (SRY10831.2/SRY1532.2, L120/M516, L122/M448, M459).
  - R1a1* Menys rar que R1*. Trobat a Noruega, Suècia, Macedònia (Grècia), armenis, kabardins, a l'Iran.[4] També a Rajput d'Himachal Pradesh.
  - R1a1a (abans R1a1, Eu19) (M17, M198, M512, M514, M515, L168, L449) En brahmans de Bengala Occidental 72%, en els paixtus de l'Afganistan 51% i en els meitei de l'Índia 50%. En polonesos, russos i ucraïnesos en va de 50 a 65%.